# Бердянск (пароход, 1846)
«Бердянск» — пароход Черноморского флота Российской империи, участник Крымской войны.

## Описание судна
Пароход с железным плоскодонным корпусом водоизмещением 263 тонны. Длина судна составляла 45,7 метра, а ширина — 6,7 метра.
На судне было установлено две одноцилиндровые паровые машины с качающимися цилиндрами производства «Seaward and Capel» общей мощностью 90 номинальных лошадиных сил и один железный трубчатый паровой котел.
Артиллерийское вооружение парохода по состояло из двух 3-фунтовых фальконетов.
Пароход принадлежал Новороссийской экспедиции и, как и все пароходы экспедиции, выходил в плавания под командованием офицеров Черноморского флота и с военными командами на борту, однако нёс пакетботный флаг. Первоначально с апреля 1846 года под этим флагом ходили пароходы «Андия», «Дарго», «Бердянск», «Таганрог» и «Пётр Великий», а с ноября того же года он был распространен на все «казенные почтовые пароходы».

## История службы
В 1844 году с разрешения императора  Николая I граф М. С. Воронцов заказал в Англии четыре парохода для улучшения сообщения между внутренними портами Чёрного и Азовского морей. Одним из этих пароходов был пароход с железным корпусом «Бердянск», который построен и спущен на воду в 1846 году, а 10 (22) июня 1846 года прибыл из Англии в Одессу.
Начиная с лета 1846 года пароход начал совершать рейсы на линии между Керчью и Таганрогом, заменив на этом направлении пароход «Митридат». Из Керчи пароход отходил каждые две недели в 6:00 и заходил в Бердянск и Мариуполь. Весь рейс из Керчи в Таганрог занимал двое с лишним суток. Стоимость проезда из Керчи в Таганрог была: 1-й класс — 14 рублей, 2-й класс — 9 рублей и 3-й класс — 3,5 рублей, что по сравнению с прошлым тарифом, когда по этой линии ходил предыдущий пароход, было на 30—44 % ниже. Позже на этой линии пароход был заменён другим однотипным пароходом «Таганрог». 
С 1849 года пароход был переброшен на линию Одесса — Херсон, заменив на ней ходивший там «Таганрог». Эти рейсы совершались еженедельно, пароход выходил из Одессы в 6:00, заходил в Очаков, где делал 15-минутную остановку, после чего уходил уже в Херсон, куда прибывал в тот же день. После трехдневной стоянки в Херсоне пароход совершал обратный рейс в Одессу. Стоимость проезда из Одессы в Херсон составляла: 1-й класс — 4 рубля, 2-й класс — 3 рубля и 3-й класс — 2 рубля. Таким образом с 1846 по 1853 год находился в плаваниях в Азовском и Чёрном морях.
В кампанию 1854 года с началом навигации в марте совместно с пароходом «Таганрог» был направлен из Севастополя, где оба парохода находились на зимовке, в Керчь, для открытия сообщения между Керчью и Таганрогом. В мае того же года буксировал из Таганрога в Керчь пароход «Таганрог», на котором случилась поломка паровой машины в первом рейсе. После чего пароход благополучно совершил два рейса из Керчи в Таганрог, однако во время пробы машины перед началом следующего рейса на нем тоже произошла поломка: сломался подшипник вала левого цилиндра паровой машины, поршень упал и повредил дно цилиндра. Ремонт деталей паровой машины осуществлялся в «Керченском механическом заведении».
Принимал участие в Крымской войне. В кампанию 1854 года совершал плавания между портами Азовского моря. 
По состоянию на начало 1855 года, согласно рапорту контр-адмирала Н. П. Вульфа от 12 (24) февраля, пароходу требовался капитальный ремонт: находился в неблагонадёжном состоянии, требовал ремонта по судовой части и замены штыря главного вала паровой машины. Однако в кампанию этого года пароход все же выходил в плавания в Азовское море. 
В мае 1855 года пароход находился в Керчи, однако несмотря на подход к городу англо-французской эскадры, как и другие корабли, не находился в повышенной боевой готовности.
Утром 12 (24) мая сообщение о подходе неприятельской эскадры все же поступило на корабли флота и командир парохода лейтенант Д. И. Свешников, получил приказ от барона К. К. Врангеля незамедлительно развести пары и поступить в распоряжение подполковника П. А. Антоновича, являвшегося исполняющим обязанности керчь-еникальского градоначальника, для погрузки на борт и последующей эвакуации из города архивов, бумаг и казны штаба Черноморской береговой линии, всех присутственных мест и отдельных ведомств Керчи. Погрузка должна была продолжаться до прибытия из Еникале шхуны «Аргонавт», на которую планировалось погрузить основную часть архива, а пароход должен был доставить в Таганрог, все уже погруженное до её прибытия. Погрузка началась в 10:00. В погреб кают-компании к уже находившемуся в нём бочонку с 2500 рублей серебром погрузили доставленные начальником адмиралтейства Деантуани три мешка серебряных монет общей суммой 2232 рубля и кредитные билеты на сумму 4000 рублей. Около 11:00 на пароход прибыл управляющий Керченской портовой таможней коллежский советник Рогали для передачи архива и казны таможенного ведомства. К 12:00 большая часть архива и казны была погружена на борт парохода. В связи с тем, что приказ направиться в Керчь на «Аргонавт» был доставлен с запозданием, шхуна прибыла к месту погрузки только в первом часу пополудни.
В течение всего времени погрузки, которая продолжалась несмотря на первоначальное предписание продолжилась после прибытия «Аргонавта», на борт парохода также пыталось попасть большое количество местных жителей. И из-за воцарившегося в связи с этим хаоса с 13:30 пароход все же отошёл от пристани на панер. Около 2:30 командиром парохода были зафиксированы сильные взрывы, означавшие подрыв Павловской батареи, а около 3:00 «Аргонавт» прекратил погрузку и ушёл в Бердянск.
Спустя некоторое время после взрыва батарей и ухода шхуны, пароход снялся с якоря и подошёл к стоявшему на ремонте пароходу «Могучий», где командир парохода передал приказ командиру парохода «Могучий» о переброске экипажа последнего на берег и необходимости уничтожить пароход. После чего в течение следующего часа экипаж «Могучего» был на шлюпках перевезён на борт «Бердянска». В это же время на баркасе к пароходу было доставлено имущество казначейства береговой линии и шлюпка с дежурным штаб-офицером управления начальника Черноморской береговой линии по части сухопутных войск полковником Миргородским, который привез просьбу принять на борт ещё один сундук с ценностями, находившийся на берегу. На что получил согласие командира парохода при наличии времени.
По завершении всех погрузочных работ командир парохода запросил у керченского градоначальника разрешения выйти в море, однако в ответ получил распоряжение находиться в готовности и ждать отдельного приказа: «Оставайтесь до последней минуты... я Вам тогда скажу или буду махать, чтобы вы уходили». Удостоверившись, что на берегу не осталось необходимых к погрузке вещей, подполковник П. А. Антонович передал приказ об отходе с чиновником Степаном Сосновским, однако последний поднявшись на борт, приказ не передал и пароход оставался на рейде при приближении неприятельской эскадры. В течение всего этого времени к пароходу приставало огромное количество мелких гребных судов с просьбой взять на борт различных лиц из города.
После появления из-за Павловского мыса британской паровой канонерской лодки «Snake», командиром парохода все же было принято решение уходить. Первоначально пароход держался в кильватере с ранее ушедшей шхуной «Аргонавт», однако позднее взял ближе к берегу. Британская канонерская лодка, сделав несколько выстрелов по пароходу, не успевшему дойти ещё до Карантинного мыса, переключилась на погоню за «Аргонавтом». Ввиду того, что приближались другие неприятельские суда, а пароходы отряда контр-адмирала Н. П. Вульфа, находившиеся в проливе, не оказали помощи, командир парохода посчитал прорыв в Еникале неосуществимым и принял решение уничтожить пароход во избежание попадания его в руки противника.
«Бердянск» подошёл к Новому Карантину, взял курс на берег и в 20 саженях от карантинного магазина приблизительно в 40—50 саженях от карантинной пристани был носом посажен на мель на глубине 4 футов, таким образом, что его корма осталась свободна. Всем на борту было приказано в течение 5 минут покинуть судно, при этом перевозка пассажиров на берег и карантинную пристань была организована на двух 4-вёчельных ялах, матросы же из экипажей как самого парохода «Бердянск», так и взятые ранее на борт матросы с парохода «Могучий», спускались в воду по канатной цепи и добирались вплавь. Основная часть денежных средств: мешки и бочонок с серебром, во избежание попадания в руки неприятеля были выброшены за борт, 23 271 рубль кредитными билетами, 2435 рублей серебром и 8776 рублей банковскими билетами были вынесены с борта парохода казначеем штаба начальника Черноморской береговой линии надворным советником Лавриком, еще более 4000 рублей кредитными билетами осталось в трюме парохода. Командир парохода с группой из трёх матросов зажгли судно в трёх местах, однако до того, как они покинули пароход, произошёл преждевременный взрыв крюйт-камеры, от которого вздулась верхняя палуба от кормы до дымовой трубы, двое матросов получили ранения, а лейтенанта Д. И. Свешникова ударной волной отбросило с юта к машинным люкам.
После высадки на берег экипажем парохода были уничтожены судовой журнал, все шнуровые книги, морские карты, секретные опознавательные сигналы и инструкции. Сами же члены экипажей обоих пароходов и пассажиры пешим ходом отправились в направлении Керчи, возле города их встретил дежурный офицер штабс-капитан Миргородский и около 19:00 все пассажиры были направлены по просёлочному тракту в сторону Карасубазара.
Командир канонерской лодки «Snake» лейтенант Генри Маккиллоп по-другому описывает уничтожение парохода: «После 3/4 часа перестрелки нам удалось поджечь этот пароход при помощи ланкастеровских снарядов. Из-за пожара он взлетел на воздух, а его экипаж еле успел спастись», помимо этого при описании эвакуации людей с борта парохода он делает выводы, что судно занималось перевозкой солдат.
Впоследствии из-за потери всех дел керчь-еникальского градоначальства, находившихся на борту парохода и шаланды, которую буксировала шхуна «Аргонавт» и которая в результате досталась неприятелю, графом Паниным был сделан строгий выговор губернскому прокурору за недостаток осмотрительности. Помимо этого после войны летом 1856 года предпринимались попытки найти на месте гибели парохода выброшенные за борт серебряные монеты, однако все они не увенчались успехом.

## Командиры парохода
Командирами парохода «Бердянск» в составе Российского императорского флота в разное время служили:
- лейтенант Д. И. Свешников (c 1846 года до 12 (24) мая 1855 года)[27];